# William John Burchell

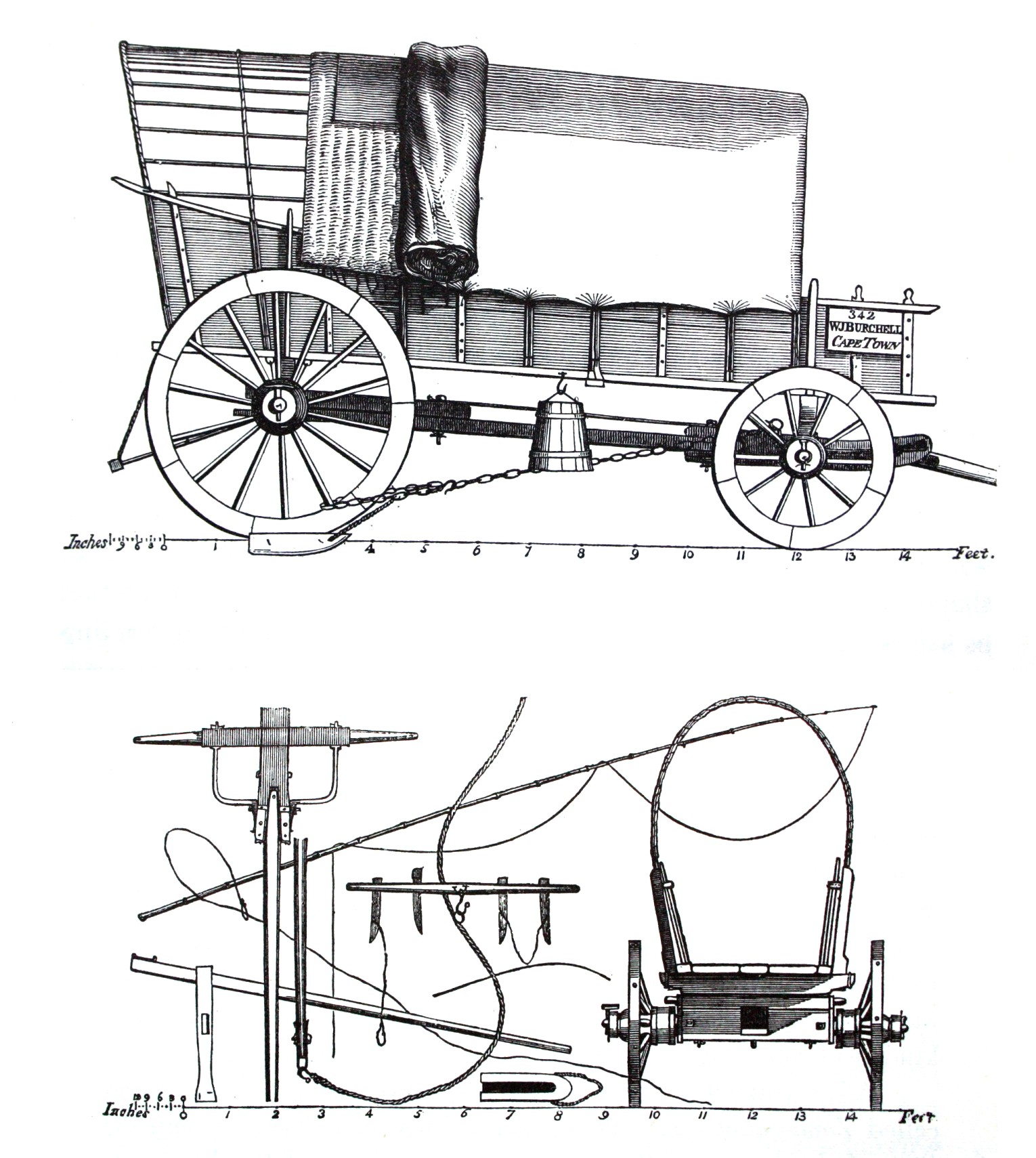
Carro commissionato da Burchell per la sua spedizione

William John Burchell (Fulham, 23 luglio 1781 – Fulham, 23 marzo 1863) è stato un esploratore e naturalista britannico.

## Biografia
Era figlio di Matthew Burchell, botanico e proprietario della Fulham Nursery, quattro ettari di terra adiacenti ai giardini del palazzo di Fulham. Burchell fu apprendista botanico presso i Kew Gardens e fu nominato F.L.S. nel 1803. In questo periodo si innamorò di Lucia Green di Fulham, ma ricevette un netto rifiuto da parte dei genitori quando gli propose l'idea.
Il 7 agosto 1805 salpò in direzione di Sant'Elena a bordo della East Indiaman "Northumberland" deciso a diventare un mercante con un socio a Londra, William Balcombe (1779-1829). Dopo un anno di commerci Burchell fu scontento della situazione e la società si sciolse. Tre mesi dopo accettò la nomina prima a maestro dell'isola e poi a botanico ufficiale. Nel 1810 salpò per Città del Capo dietro raccomandazione di Jan Willem Janssens di esplorare ed aggiungere campioni alla sua collezione botanica. La promessa sposa di Burchell lo lasciò per il capitano della nave.
Sbarcato a Table Bay il 26 novembre 1810, dopo che una tempesta aveva impedito lo sbarco per 13 giorni, pianificò una spedizione nell'entroterra, partendo da Città del Capo nel giugno 1811.
Burchell esplorò il Sudafrica tra il 1810 ed il 1815, raccogliendo oltre 50 000 specimen e percorrendo oltre 7000 km, buona parte dei quali in terre ancora inesplorate. Descrisse il suo viaggio nel libro Travels in the Interior of Southern Africa, un'opera in due volumi pubblicati nel 1822 e nel 1824, e poi ristampati nel 1967 da C. Struik di Città del Capo. Quasi sicuramente era previsto anche un terzo volume, dato che il secondo termina molto prima della fine del viaggio. Il 25 agosto 1815 salpò da Città del Capo con 48 casse di specimen a bordo del vascello "Kate", diretto a Sant'Elena e giungendo a Fulham l'11 novembre 1815. Viaggiò in Brasile tra il 1825 ed il 1830, raccogliendo altri campioni tra i quali oltre 20 000 insetti. I diari della sua spedizione in Brasile si sono persi, così come quelli dei suoi ultimi viaggi. I suoi quaderni di appunti, con dettagli sulla raccolta di piante, si trovano a Kew, e da questi si può ricostruire l'ultima parte del suo viaggio.
Nell'ampia collezione di campioni africani si trovano piante, pelli di animali, scheletri, insetti, semi, bulbi e pesci. Dopo la morte per suicidio, il grosso della sua collezione di piante fu spedita a Kew mentre gli insetti finirono all'Oxford University Museum. È famoso per le abbondanti ed accurate note che accompagnano ogni specimen che ne descrivono l'habitat, così come per i numerosi disegni e dipinti di paesaggi, ritratti, costumi, persone, animali e piante.
Burchell fu interrogato nel 1819 da un comitato della Camera dei comuni (Regno Unito) britannica riguardo alla possibilità di emigrazione in Sudafrica, data la sua esperienza e la conoscenza del paese. Non è un caso che la colonizzazione del 1820 avvenne l'anno seguente.
Viene ricordato dal monospecifico genus di piante burchellia R. Br., così come da numerosi nomi scientifici tra cui la zebra di Burchell, il cucal di Burchell e le formiche eciton burchellii.
Burchell viene identificato dalla abbreviazione degli autori botanici Burch. quando si cita un nome botanico.

## Galleria d'immagini

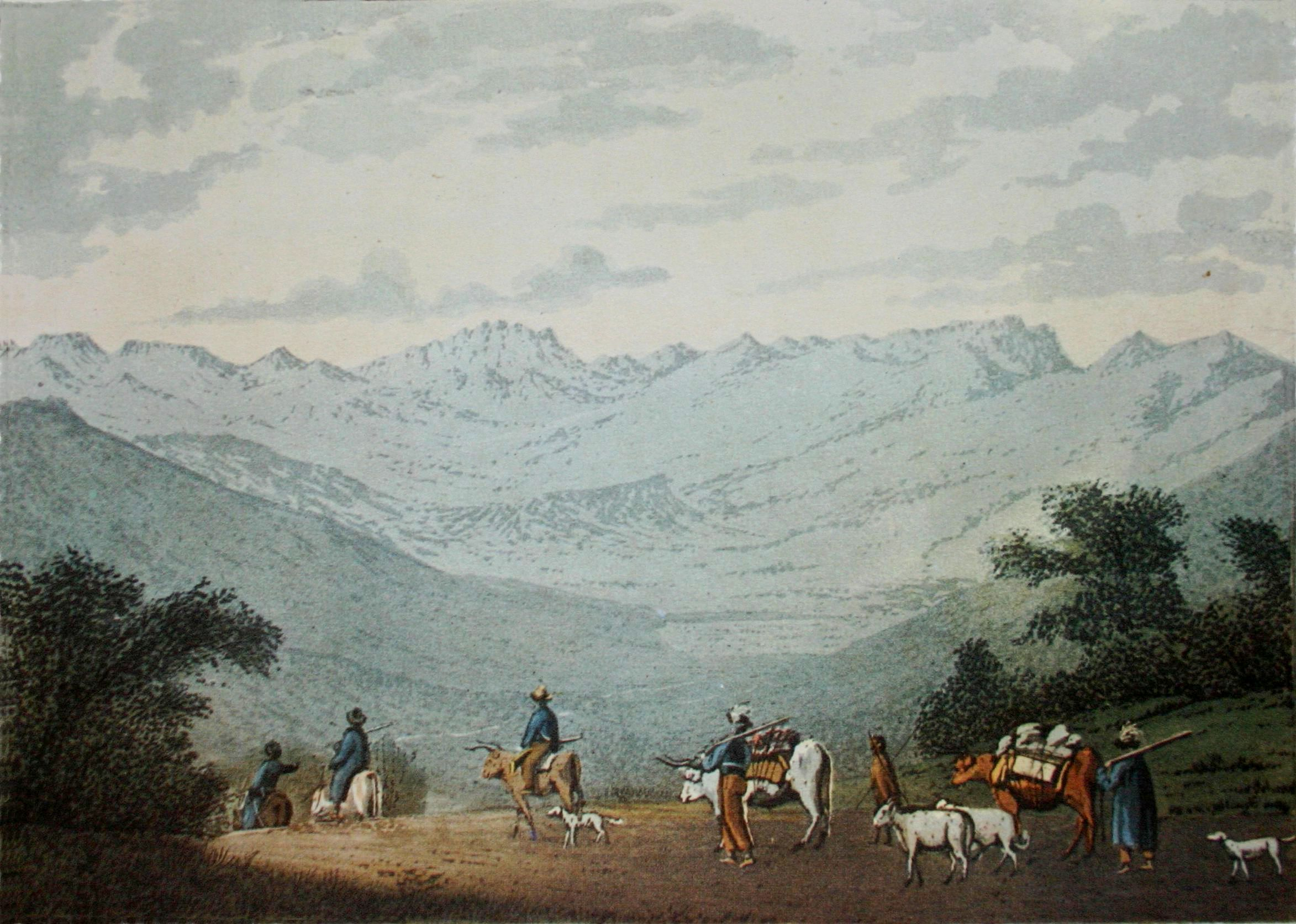
Discesa dal Sneeuberge nei pressi di Graaff-Reinet
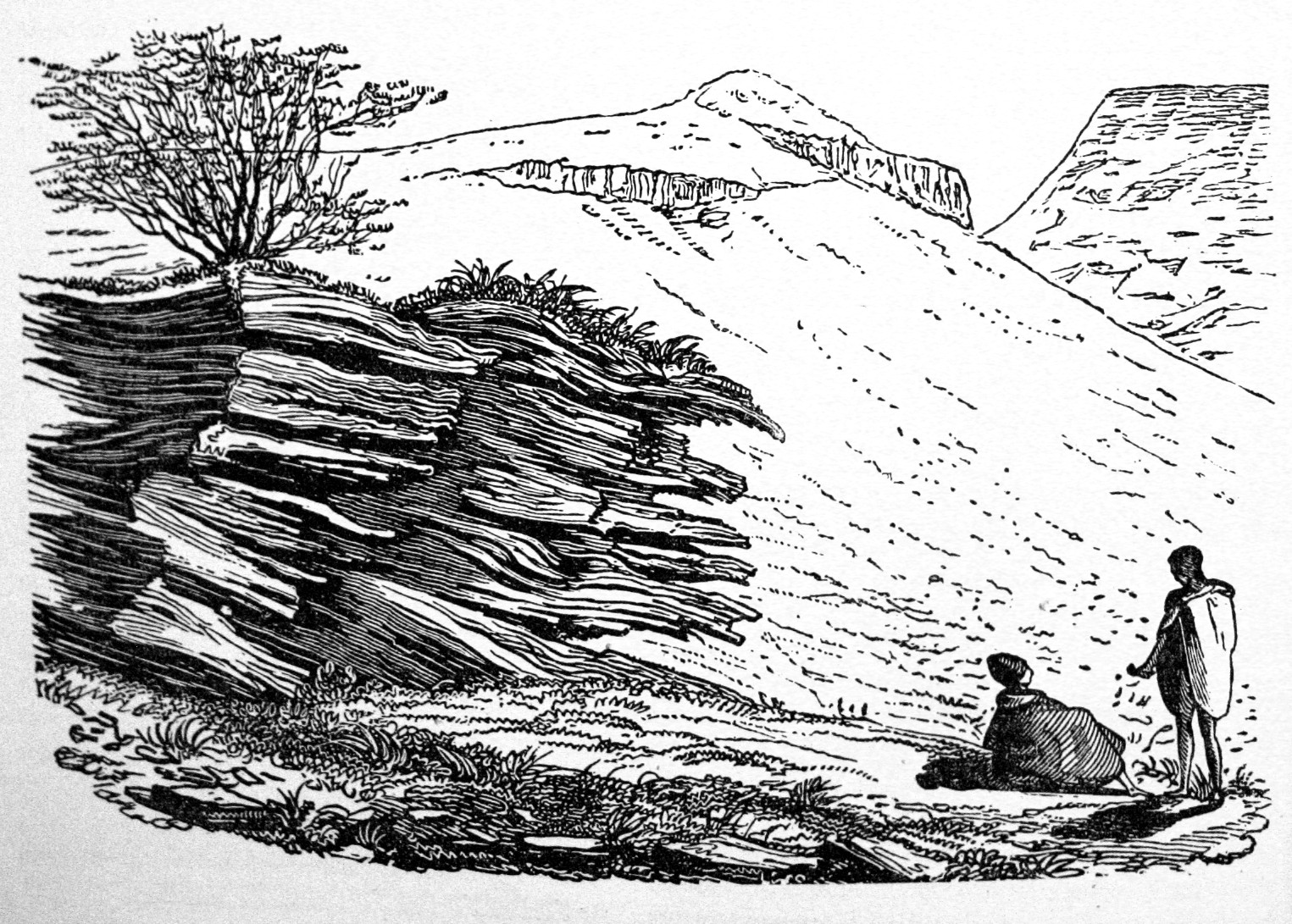
Rocce dei monti Asbestos
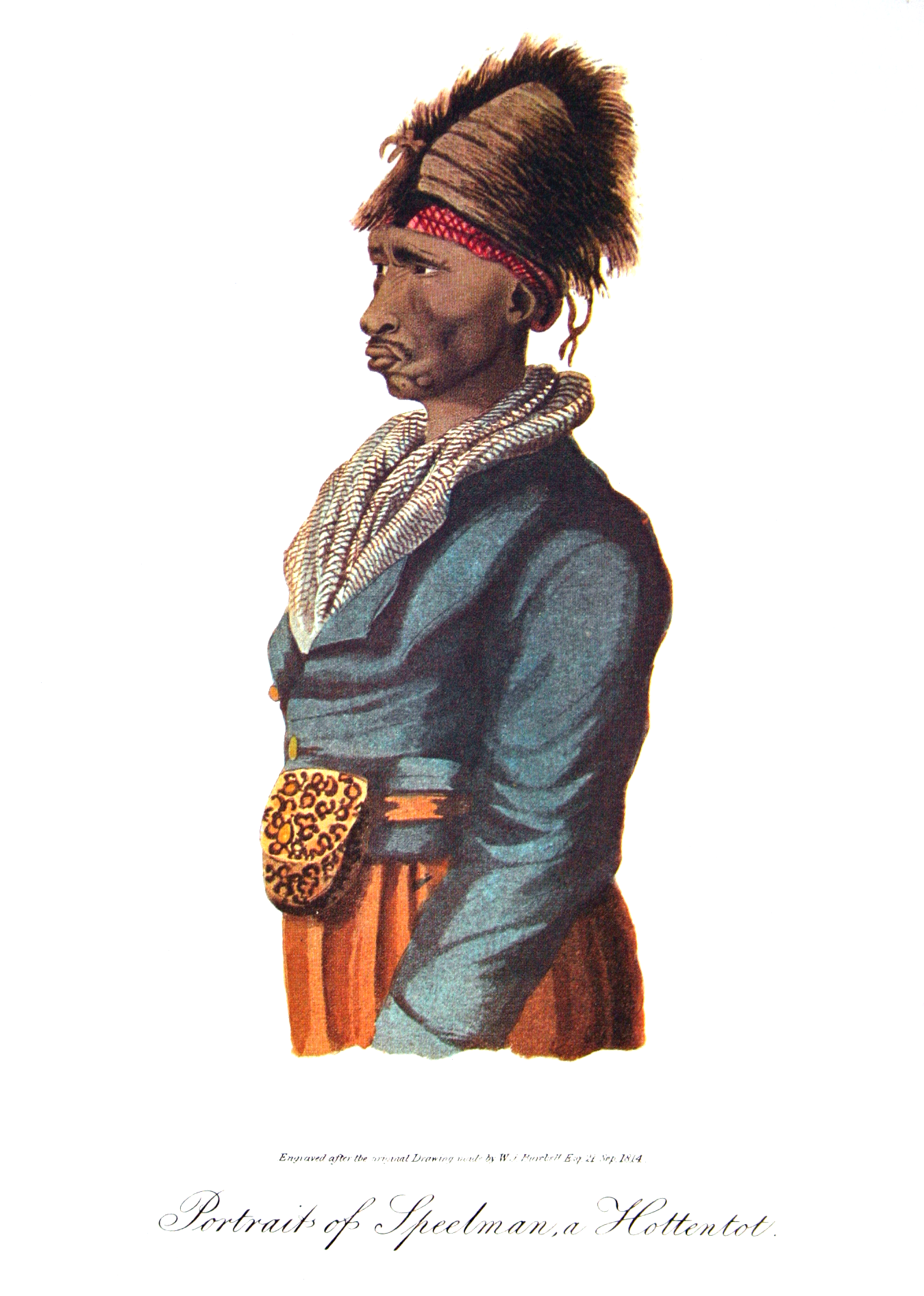
Ritratto di Speelman, un ottentotto

| Burch. è l'abbreviazione standard utilizzata per le piante descritte da William John Burchell. Consulta l'elenco delle piante assegnate a questo autore dall'IPNI. |

| Burchell è l'abbreviazione standard utilizzata per le specie animali descritte da William John Burchell. Categoria:Taxa classificati da William John Burchell |